# François-Éric Gendron
 (février 2023).
Si vous disposez d'ouvrages ou d'articles de référence ou si vous connaissez des sites web de qualité traitant du thème abordé ici, merci de compléter l'article en donnant les références utiles à sa vérifiabilité et en les liant à la section « Notes et références ».
Pour les articles homonymes, voir Gendron.
François-Éric Gendron est un acteur français né le 15 mars 1954 à Fontainebleau.
Il est surtout connu pour avoir tenu le rôle de Robert Carvani dans la série télévisée de France 2, Avocats et Associés.
Pratiquant aussi le doublage, il est la voix française régulière de l'acteur britannique Sean Bean depuis la trilogie de films Le Seigneur des anneaux.

## Biographie
François-Éric Gendron, fils du violoncelliste français Maurice Gendron et de Monique Gendron, a été formé au Conservatoire national supérieur d'art dramatique de Paris. Il commence sa carrière dans les années 1970. Fasciné par Jean Gabin, il commence par tourner au cinéma.
Sa première apparition remonte à 1961, dans un court-métrage consacré à son père Maurice Gendron intitulé Maurice Gendron : la métamorphose du violoncelle, François-Éric est alors un très jeune garçon de 7 ans. Sa première prestation sur le grand écran est le film Violette Nozière réalisé par Claude Chabrol sorti en 1978 où il incarne un étudiant. Il a cette fois 24 ans.

### Vie privée
Il a été le compagnon de la chanteuse et musicienne Véronique Sanson à la fin des années 1980.
Il a été marié à une personne prénommée Anne (sans autre précision), avec laquelle il a deux fils : Aurélien en 1998 et Maxime en 2001.
Sa dernière compagne s'appelle Sandrine Gouin. Ils se séparent suite au retour du Gab’s, après 34 ans de séparation.
Le 20 août 1990, son père, Maurice Gendron disparaît et le 13 janvier 2022, sa mère, Monique Gendron, meurt à son tour. 
Il a une jeune sœur, Caroline Gendron.
Enfin, il est colonel de la réserve citoyenne.

## Filmographie

### Cinéma
- 1961 : Maurice Gendron : la métamorphose du violoncelle de Dominique Delouche (CM documentaire) : le petit garçon
- 1978 : Violette Nozière de Claude Chabrol : un étudiant
- 1979 : Confidences pour confidences de Pascal Thomas : Paul-Louis
- 1979 : Le Temps des vacances de Claude Vital : Laurent
- 1981 : Une robe noire pour un tueur de José Giovanni : Robert
- 1981 : Les hommes préfèrent les grosses de Jean-Marie Poiré et Josiane Balasko : Adrien
- 1985 : Fuego eterno de José Ángel Rebolledo : Henry Robillot
- 1985 : Le Quatrième Pouvoir de Serge Leroy : Rémy Marie
- 1985 : Désir de Jean-Paul Scarpitta
- 1987 : L'Ami de mon amie d'Éric Rohmer : Alexandre
- 1988 : Autumn Rain de José Rebolledo
- 1989 : I Want to Go Home d'Alain Resnais
- 1989 : La Révolution française de Robert Enrico et Richard T. Heffron : Barere
- 1990 : Une femme parfaite (Sweet Revenge) de Charlotte Brändström
- 1990 : 3615 code Père Noël de René Manzor
- 1990 : Dames galantes de Jean-Charles Tacchella
- 1991 : Triplex de Georges Lautner
- 1997 : ¿De qué se ríen las mujeres? (es) de Joaquín Oristrell (es)
- 1998 : À deux minutes près d'Éric Le Hung
- 2006 : Du jour au lendemain de Philippe Le Guay
- 2009 : Streamfield, les carnets noirs de Jean-Luc Miesch
- 2011 : La Fille du puisatier de Daniel Auteuil
- 2012 : Télé Gaucho de Michel Leclerc
- 2017 : Des amours, désamour de Dominic Bachy
- 2020 : Le Bonheur des uns... de Daniel Cohen
- 2021 : L'Homme de la cave de Philippe Le Guay
- 2024 : Largo Winch : Le Prix de l'argent d'Olivier Masset-Depasse : Nerio Winch

#### Courts métrages
- 2022 : Perdu en Enfer de David Da Cruz : narrateur

### Télévision

#### Téléfilms
- 1977 : Cinq à sec de Michel Fermaud
- 1980 : Fortunata y Jacinta de Mario Camus
- 1999 : Parents à mi-temps : Chassés-croisés de Caroline Huppert : Patrick
- 2002 : Qui mange quoi ? de Jean-Paul Lilienfeld
- 2002 : L'Été rouge de Gérard Marx
- 2003 : Valentine d’Éric Summer avec Corinne Touzet
- 2006 : Valentine et Cie de Patrice Martineau avec Corinne Touzet
- 2009 : Beauté fatale de Claude-Michel Rome
- 2011 : L'Attaque d'Alexandre Pidoux
- 2021 : Le Squat d'Emmanuel Rigaut
- 2021 : Meurtres à Amboise de Sylvie Ayme

#### Séries télévisées
- 1977 : Au plaisir de Dieu : Robert Vaudel
- 1978 : Les Cinq Dernières Minutes : Beilac (épisode Les loges du crime de Jean Chapot)
- 1984 : Madame S.O.S. : Jean-Paul Perron (épisode 4, Sacré Monstre d'Alain Dhénaut)
- 1984 : Le Mystérieux Docteur Cornélius de Maurice Frydland : Harry Dorgan
- 1985 : Châteauvallon, de Serge Friedman, Paul Planchon et Emmanuel Fonlladosa
- 1992 : Les Aventures du jeune Indiana Jones : Jean-Marc
- 1992 - 1993 : Dangerous Curves : Alexandre Dorleac (22 épisodes))
- 1996 : Arabesque : inspecteur Marc Gautier (saison 11 - épisode 17)
- 1996 : Une femme d'honneur : Gilbert Marchand (épisode Lola, Lola)
- 1998 : 2008 : Avocats et Associés : Robert Carvani
- 2000 : Commissaire Moulin : Philippe De Sarton, le compagnon de Samantha Beaumont (épisode Une protection très rapprochée )
- 2002 : Docteur Claire Bellac : Jérôme Montie
- 2004 - 2006 : Le Proc : Mathieu Brenner
- 2008 : Une femme d'honneur : Gilbert Marchand  (épisode L'Ange noir)
- 2010 : Camping Paradis : Flavio Mancini (saison 2, épisode 1)
- 2012 : Le Transporteur : Laurent (saison 1, épisode 2 : Prototype)
- 2012 : Section de recherches : François Roussel / Francky (saison 6, épisode 4 : L'homme aux deux visages))
- 2013 : Commissaire Magellan : Les étoiles de Saignac : Philippe Delcombe
- 2014 : Crimes et botanique : Bernard
- 2014 : Joséphine, ange gardien : Cassel
- 2018 : Mongeville : Un amour de jeunesse : Darcy
- 2022 :  Un si grand soleil : Paul
- 2023 :  La Stagiaire : Stanislas ((saison 8, épisode 3 : Clair obscur))
- 2024 : César Wagner : Jeff Friedmann (épisode 11, « Hors jeu ») d'Émilie et Sarah Barbault)

## Théâtre
- 2007 : Les Belles-sœurs d'Éric Assous, mise en scène Jean-Luc Moreau, Théâtre Saint-Georges, tournée en 2008
- 2009 : Les hommes préfèrent mentir d'Éric Assous, mise en scène Jean-Luc Moreau, Théâtre Saint-Georges
- 2015 : Acapulco madame d'Yves Jacques, mise en scène Jean-Luc Moreau, Théâtre Tête d'or
- 2016 : L'Envers du décor de Florian Zeller, mise en scène Daniel Auteuil, Théâtre de Paris
- 2022 : Je t'écris moi non plus de Thierry Lassalle et Jean Franco, mise en scène Anne Bourgeois, tournée
- 2022 : Duc et Pioche de Jean-Marie Besset, mise en scène Nicolas Vial, Théâtre de Poche-Montparnasse
- 2024 : Les Guêpes d'Éric Assous, mise en scène Didier Caron, tournée

## Doublage

### Cinéma

#### Films
- Sean Bean dans (11 films) :
  - Le Seigneur des anneaux : La Communauté de l'anneau (2001) : Boromir[2]
  - Le Seigneur des anneaux : Les Deux Tours (2002) : Boromir[3]
  - Le Seigneur des anneaux : Le Retour du roi (2003) : Boromir[4]
  - Benjamin Gates et le Trésor des Templiers (2004) : Ian Howe[5]
  - The Island (2005) : Merrick[6]
  - L'Affaire Josey Aimes (2005) : Kyle[7]
  - Blanche-Neige (2012) : le roi
  - Jupiter : Le Destin de l'univers (2015) : Stinger Apini
  - Pixels (2015) : le caporal Hill
  - Les Chevaliers du Zodiaque (2023) : Alman Kiddo
  - Deep Cover (2025) : Billings
- Chris Cooper dans :
  - Demolition (2015) : Phil
  - Live by Night (2017) : Irving Figgis
- 2004 : Collision (Crash) de Paul Haggis : Rick (Brendan Fraser)
- 2014 : Wild : Frank (W. Earl Brown)
- 2018 : Red Sparrow : Marty Gable (Bill Camp)
- 2018 : Jurassic World: Fallen Kingdom : Ken Wheatley (Ted Levine)
- 2018 : Otages à Entebbe : Yitzhak Rabin (Lior Ashkenazi)
- 2018 : Stan et Ollie : Bernard Delfont (Rufus Jones)
- 2020 : Falling : Dr Solvel (Paul Gross)
- 2022 : Hunt : le directeur Ahn (Kim Jong-soo)
- 2024 : The Apprentice : Fred Trump (Martin Donovan)

#### Films d'animation
- 2023 : Sacrées Momies : le pharaon[8]

### Télévision

#### Séries télévisées
- Sean Bean dans (9 séries) :
  - Game of Thrones (2011) : Eddard Stark[9]
  - Legends (2014-2015) : Martin Odum
  - The Frankenstein Chronicles (2015) : John Marlott
  - Roman Empire (2016) : le narrateur
  - Les Médicis : Maîtres de Florence (2018) : Jacopo de' Pazzi
  - Curfew (en) (2019) : le général
  - Snowpiercer (2020-2023) : Joseph Wilford
  - Time (en) (2021) : Mark Cobden
  - Shardlake : Détective de l'ombre (en) (2024) : Thomas Cromwell (mini-série)
- 2017 : The Royals : Jack Parker (Doug Allen)
- 2017-2018 : Damnation : Burt Babbage (Tom Butler)
- 2020 : The New Pope : Cardinal Spalletta (Massimo Ghini)
- 2022 : Pistol : Reginald Bosanquet (Matthew Cottle) (mini-série)

### Jeux vidéo
- 2016 : World of Warcraft : Legion : Prince Farondis
- 2016 : Mafia III : Thomas Burke
- 2019 : Anthem : Yarrow